# Чистое чемпионство ROH
Чистое чемпионство ROH (англ. ROH Pure Championship) — является чемпионским титулом по рестлингу, которым владеет промоушн Ring of Honor (ROH). Матчи за данный титул проводятся по «Правилам чистого реслинга».

## Чистые правила реслинга
Матчи за титул чистого чемпиона ROH проводятся по «Правилам чистого реслинга». Три правила чистого реслинга таковы:
1. У каждого рестлера есть три возможности дотянуться до каната, чтобы остановить болевые приемы и удержания во время матча. После того, как рестлер исчерпал свои возможности, попытки соперника провести удержание и захват под канатами считаются законными.
2. В чистом матче не допускаются удары по лицу закрытыми кулаками, разрешены только удары по лицу открытой рукой или «чопы». Удары по другим частям тела (кроме лоу-киков) разрешены. За первое использование закрытого кулака борцу будет вынесено предупреждение, а за второе — штраф в виде изъятия возможности дотянуться до каната. Если у рестлера уже закончились возможности дотянуться до каната, он будет дисквалифицирован.
3. Если рестлер падает на пол, рефери отсчитывает до двадцати.

В отличие от других чемпионств, титул чистого чемпиона ROH может переходить из рук в руки при дисквалификации или отсчете.

## История

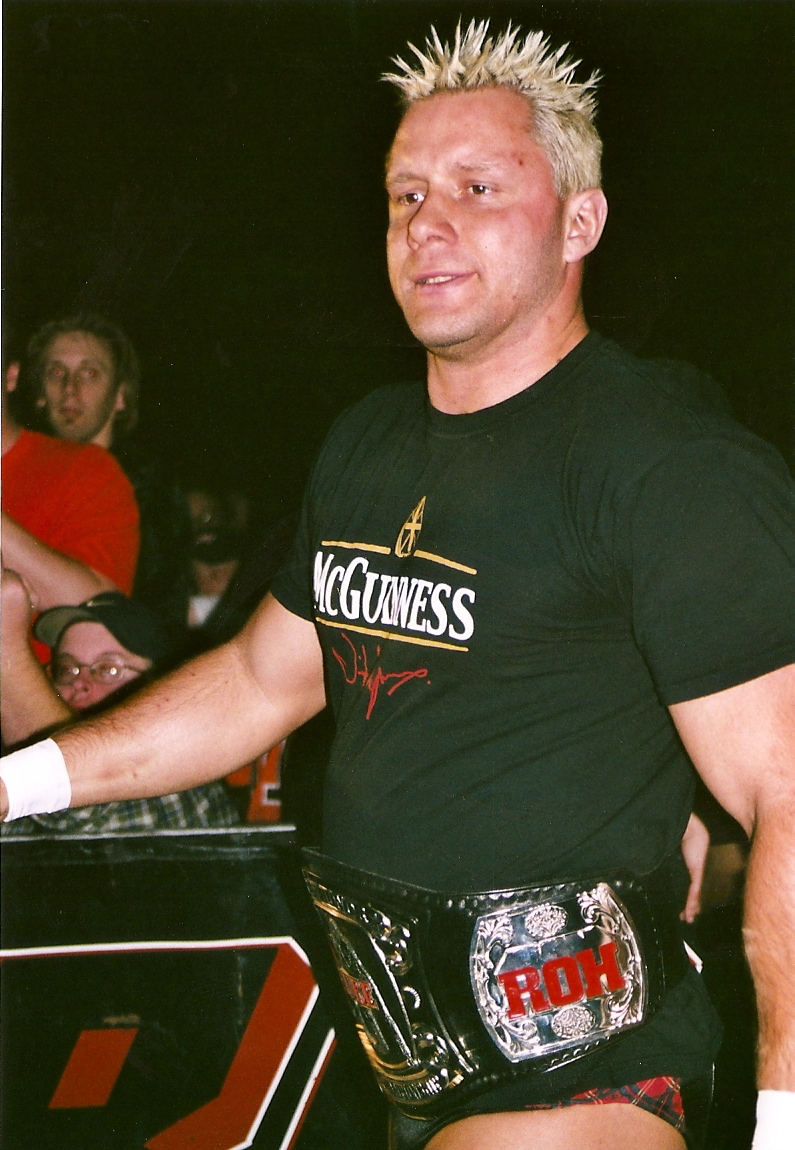
Найджел Макгиннесс с титулом

Первоначально титул назывался «чемпонством ROH по чистому рестлингу», и Эй Джей Стайлз победил Си Эм Панка в финале турнира из восьми человек, который проходил в течение одной ночи, и стал первым чемпионом. Турнир проходил на Second Anniversary Show, в нем также участвовали Джон Уолтерс, Крис Сейбин, Даг Уильямс, Мэтт Страйкер, Джош Дэниелс и Джимми Рэйв.
Стайлз был вынужден отказаться от титула в связи с разногласиями с Робом Файнштейном, в результате которых Total Nonstop Action Wrestling (TNA) резко разорвала соглашение о совместном использовании рестлеров с ROH (сняв всех своих контрактных исполнителей, включая Стайлза, со всех шоу ROH). Однако в течение почти десяти лет ROH считала «чемпонство ROH по чистому рестлингу» и «чистое чемпионство ROH» двумя разными титулами, а не одним титулом, который был просто переименован. На сайте ROH не было упоминания о том, что Стайлз владел титулом, и в комментариях редко, если вообще когда-либо, признавалось, что Стайлз владел предыдущей версией титула или что он вообще существовал до января 2014 года, когда ROH выпустила фильм о Стайлзе, описывая его как первого чистого чемпиона ROH. Даг Уильямс выиграл вакантный титул после победы над Алексом Шелли в финале ночного мини-турнира на Reborn: Completion 17 июля 2004 года.

### Упразднение
29 апреля 2006 года на шоу Weekend of Champions: Night Two состоялся первый в истории Ring of Honor матч «титул против титула»: чемпион мира ROH Брайан Дэниелсон сразился с чистым чемпионом ROH Найджелом Макгиннессом. Матч проходил по правилам чистого рестлинга, но на кону стояли оба титула. Макгиннесс выиграл поединок по отсчёту, но так как по нему мог переходить только титул чистого чемпиона, он не выиграл титул чемпиона мира ROH. 12 августа 2006 года в Ливерпуле, Англия, Дэниелсон победил Макгиннесса и объединил чистое чемпионство ROH с чемпионством мира ROH. В конце того же месяца Дэниелсон и Макгиннесс провели матч-реванш за звание чемпиона мира ROH, который завершился часовой ничьей. После матча Дэниелсон объявил, что чистое чемпионство ROH официально прекратило свое существование, и отдал пояс Макгиннессу, чтобы тот оставил его себе.

### Возрождение
30 января 2020 года, спустя почти 14 лет после прекращения его существования, Ring of Honor объявила о восстановлении титула чистого чемпиона ROH, а в 2020 году они объявили турнир по определению нового чемпиона. После того, как ROH взяла пятимесячный перерыв в связи с пандемией COVID-19, в августе 2020 года был проведен турнир из 16 человек для определения нового чемпиона, которым в итоге стал Джонатан Грешем.

## Чемпионы
Всего было 10 чемпионских титулов между 10 разными чемпионами. Титул был освобожден один раз. Эй Джей Стайлз был первым в истории чемпионом, а Джонатан Грешем стал первым чемпионом после возрождения титула. Найджел Макгиннесс пробыл чемпионом 350 дней и провел 17 защит титула. Брайан Дэниелсон был самым коротким чемпионом — менее одного дня, так как титул был упразднён после объединения с титулом чемпиона мира ROH.
| №  | Чемпион            | Дата             | Шоу                         | Место                     | Чемпионство | Дней | Защит | Прим.                   |
| -- | ------------------ | ---------------- | --------------------------- | ------------------------- | ----------- | ---- | ----- | ----------------------- |
| 1  | Эй Джей Стайлз     | 14 февраля 2004  | Second Anniversary Show     | Брейнтри, Массачусетс     | 1-е         | 70   | 1     | [ 3 ] [ 4 ] [ 5 ] [ 6 ] |
| —  | Вакантный          | 24 апреля 2004   | —                           | —                         | —           | —    | —     |                         |
| 2  | Даг Уильямс        | 17 июля 2004     | Reborn: Completion          | Элизабет, Нью-Джерси      | 1-е         | 42   | 3     | [ 7 ] [ 8 ]             |
| 3  | Джон Уолтерс       | 28 августа 2004  | Scramble Cage Melee         | Элизабет, Нью-Джерси      | 1-е         | 189  | 6     | [ 9 ]                   |
| 4  | Джей Литал         | 5 марта 2005     | Trios Tournament 2005       | Филадельфия, Пенсильвания | 1-е         | 63   | 2     | [ 10 ] [ 11 ]           |
| 5  | Самоа Джо          | 7 мая 2005       | Manhattan Mayhem I          | Нью-Йорк, Нью-Йорк        | 1-е         | 112  | 6     | [ 12 ]                  |
| 6  | Найджел Макгиннесс | 27 августа 2005  | Dragon Gate Invasion        | Буффало, Нью-Йорк         | 1-е         | 350  | 17    | [ 13 ]                  |
| 7  | Брайан Дэниелсон   | 12 августа 2006  | Объединенние                | Ливерпуль, Англия         | 1-е         | <1   | 0     | [ 14 ]                  |
| —  | Объединенние       | 12 августа 2006  | Объединенние                | Ливерпуль, Англия         | —           | —    | —     |                         |
| 8  | Джонатан Грешем    | 30 октября 2020  | Ring of Honor Wrestling     | Балтимор, Мэриленд        | 1-е         | 317  | 7     | [ 15 ]                  |
| 9  | Джош Вудс          | 12 сентября 2021 | Death Before Dishonor XVIII | Филадельфия, Пенсильвания | 1-е         | 201  | 5     | [ 16 ]                  |
| 10 | Уилер Юта          | 1 апреля 2022    | Supercard of Honor XV       | Гарленд, Техас            | 1-е         | 159  | 3     | [ 17 ]                  |
| 11 | Даниэль Гарсия     | 7 сентября 2022  | Dynamite                    | Буффало, Нью-Йорк         | 1-е         | 94   | 3     | [ 18 ]                  |
| 12 | Уилер Юта          | 10 декабря 2022  | Final Battle                | Арлингтон, Техас          | 2-е         | 111  | 4     |                         |
| 13 | Кацуёри Сибата     | 31 марта 2023    | Supercard of Honor          | Лос-Анджелес, Калифорния  | 1-е         |      |       |                         |